# Мілкув (Нижньосілезьке воєводство)
Мілкув (пол. Miłków, нім. Arnsdorf) — село в Польщі, у гміні Подґужин Єленьоґурського повіту Нижньосілезького воєводства.
Населення — 2076 осіб (2011).
У 1975-1998 роках село належало до Єленьоґурського воєводства.

## Демографія
Демографічна структура станом на 31 березня 2011 року:
|          | Загалом | Допрацездатний вік | Працездатний вік | Постпрацездатний вік |
| -------- | ------- | ------------------ | ---------------- | -------------------- |
| Чоловіки | 1027    | 168                | 771              | 88                   |
| Жінки    | 1049    | 145                | 637              | 267                  |
| Разом    | 2076    | 313                | 1408             | 355                  |